# Raduša (Tutin)
Raduša (Servisch cyrillisch Радуша) is een plaats in de Servische gemeente Tutin. De plaats telt 90 inwoners (2002).